# KV36
KV36, acrònim de l'anglès King's Valley, és una tomba egípcia de l'anomenada Vall dels Reis, situada a la riba oest del riu Nil, a l'altura de la moderna ciutat de Luxor.
Va estar ocupada per Maiherperi, fill de la mainadera i favorita reial, que va morir amb vint anys. Gran part de l'equipament funerari es va trobar gairebé intacte, tot i que va ser robat, probablement en el període ramèssida. Les urnes que contenien oli es van deixar oberts. Algunes de les joies, articles de metall portàtils i roba van ser robats. Posteriorment es va tornar a tancar la tomba i es va reordenar la cambra funerària a correcuita.
És una tomba poc investigada. Va ser trobada en molt bones condicions. S'hi va trobar, entre altres objectes, braçalets, fletxes, gots decorats i dos collarets per a gossos un dels quals tenia escrit el nom del ca: Tantanouet.